# Néstor (Las aventuras de Tintín)
Néstor es un personaje creado por Hergé en los cómics de Tintín y Milú. Es el mayordomo del Capitán Haddock, amigo de Tintín.

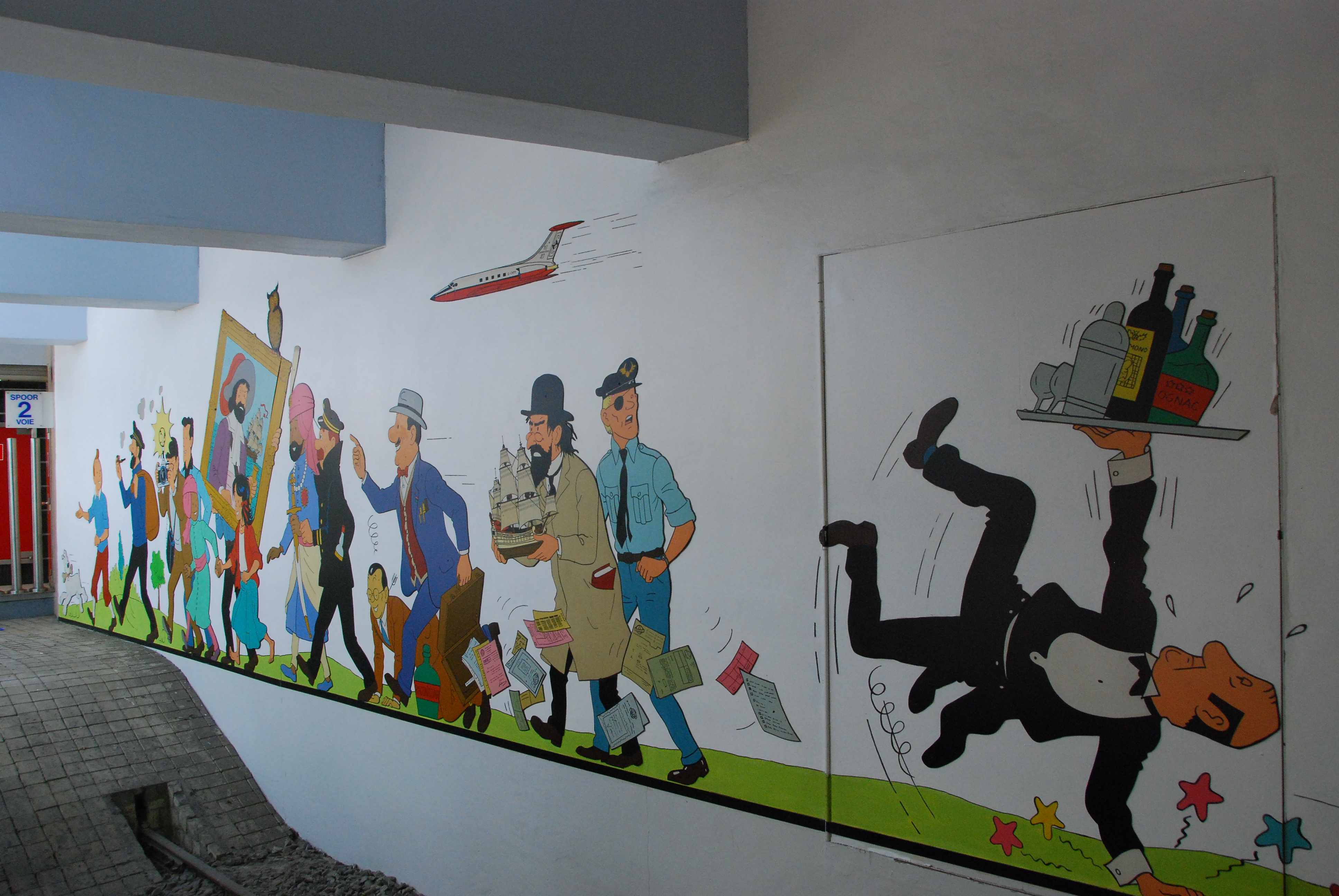
Mural en la estación Stockel, de Bruselas, Néstor aparece en el extremo derecho.

Aparece por primera vez como mayordomo de los Hermanos Pájaro, dos anticuarios y criminales, en Mansión Pasador, o Moulinsart, en "El secreto del Unicornio".
Cuando el profesor Tornasol le compra al Capitán Haddock Mansión Pasador, él contrata a Néstor como su mayordomo, pues siempre le ha servido bien. Aunque muchas veces es regañado por el Capitán, le es fiel, aunque tiene el defecto de escuchar por las paredes conversaciones privadas.